# Harold Hurley
Harold Anthony "Boat" Hurley, född 16 november 1930 i Stratford i Ontario, död 29 augusti 2017, var en kanadensisk före detta ishockeyspelare.
Hurley blev olympisk silvermedaljör i ishockey vid vinterspelen 1960 i Squaw Valley.